# Bad Guys: City of Evil
Bad Guys: City of Evil (Hangul: 나쁜 녀석들: 악의 도시, RR: Nappeun Nyeoseokdeul: Akui Doshi), también conocida como Bad Guys 2, es una serie de televisión surcoreana transmitida del 16 de diciembre del 2017 hasta el 4 de febrero del 2018 por OCN.
La serie es un spin-off de la serie de televisión Bad Guys transmitida en el 2014.

## Historia
Un grupo de criminales conformados por Woo Je-mun, (un fiscal dispuesto a luchar sucio para alcanzar sus objetivos); Heo Il-hoo, (un ex-mafioso violento que renunció a su vida criminal luego de un trágico accidente y que ha cargado con esa carga tan pesada en su pasado desde entonces), Jang Sung-cheol, (un investigador feroz y psicopático que oculta un secreto), No Jin-pyeong, (un fiscal novato que aunque al inicio no tiene ni idea de la vida en la parte más oscura del crimen poco a poco comienza a entenderlo) y Han Gang-joo, (un joven que fue a prisión y ahora busca venganza después de ser la víctima de una tragedia), se ven obligados a seguir la pista de villanos aún peores que ellos.

## Reparto

### Personajes principales
| Actor           | Personaje       | Ocupación    | N.º de episodios | Ref.        |
| --------------- | --------------- | ------------ | ---------------- | ----------- |
| Park Joong-hoon | Woo Je-mun      | Fiscal       | 16               | [ 3 ]       |
| Joo Jin-mo      | Heo Il-hoo      | ex-Mafioso   | 16               | [ 4 ]       |
| Yang Ik-june    | Jang Sung-cheol | Investigador | 16               |             |
| Kim Mu-yeol     | No Jin-pyeong   | Fiscal       | 16               |             |
| Ji Soo          | Han Kang-joo    | -            | 16               | [ 5 ] [ 6 ] |

### Personajes recurrentes
| Actor            | Personaje      | Ocupación | N.º de episodios | Ref.  |
| ---------------- | -------------- | --------- | ---------------- | ----- |
| Han Jae-Young    | Park Jin-tae   | -         | -                |       |
| Choi Gwi-hwa     | Ha Sang-mo     | -         | -                | [ 7 ] |
| Jung Suk-won     | Seo Il-kang    | -         | -                |       |
| Song Young-chang | Bae Sang-do    | -         | -                |       |
| Joo Jin-mo       | Lee Myung-deuk | -         | -                |       |
| Kim Yoo-suk      | Ban Joon-hyuk  | -         | -                |       |
| Park Soo-young   | Shin Joo-myung | -         | -                | [ 8 ] |
| Ok Ja-yeon       | Yang Pil-soon  | -         | -                |       |
| Kim Hong-pa      | Jo Young-gook  | -         | -                |       |
| Jang Shin-young  | Kim Ae-kyung   | -         | -                |       |
| Lee Ji-ha        | Kim Kyung-im   | -         | -                |       |

### Otros personajes
| Actor        | Personaje    | Ocupación | N.º de episodios | Ref.         |
| ------------ | ------------ | --------- | ---------------- | ------------ |
| Tae Won-seok | -            | -         | -                |              |
| Hong Ji-yoon | Han So-yeong | -         | -                | [ 9 ] [ 10 ] |

### Apariciones especiales
| Actor      | Personaje   | Ocupación | N.º de episodios |
| ---------- | ----------- | --------- | ---------------- |
| Lee Han-wi | Ryu Seok-ki | -         | -                |

## Episodios
La serie estuvo conformada por 16 episodios, los cuales fueron transmitidos todos los sábados y domingos a las 22:20 (zona horaria de Corea (KST)).

### Raitings[12]
| Episodio | Fecha de Emisión        | Promedio de Audiencia | Promedio de Audiencia | Promedio de Audiencia | Promedio de Audiencia |
| Episodio | Fecha de Emisión        | AGB Nielsen Ratings   | AGB Nielsen Ratings   | TNmS Ratings          |                       |
| Episodio | Fecha de Emisión        | Escala Nacional       | Seúl                  | TNmS Ratings          |                       |
| -------- | ----------------------- | --------------------- | --------------------- | --------------------- | --------------------- |
| 1        | 16 de diciembre de 2017 | 2.598 %               | 2.911 %               | 3.9 %                 |                       |
| 2        | 17 de diciembre de 2017 | 4.195 %               | 4.705 %               | 4.6 %                 |                       |
| 3        | 23 de diciembre de 2017 | 2.980 %               | 3.396 %               | 2.8 %                 |                       |
| 4        | 24 de diciembre de 2017 | 3.966 %               | 4.358 %               | 3.9 %                 |                       |
| 5        | 30 de diciembre de 2017 | 3.377 %               | 3.820 %               | 2.9 %                 |                       |
| 6        | 31 de diciembre de 2017 | 3.945 %               | 3.727 %               | 3.6 %                 |                       |
| 7        | 6 de enero de 2018      | 3.210 %               | 3.598 %               | 3.1 %                 |                       |
| 8        | 7 de enero de 2018      | 3.948 %               | 3.761 %               | 3.9 %                 |                       |
| 9        | 13 de enero de 2018     | 3.485 %               | 3.657 %               | 3.1 %                 |                       |
| 10       | 14 de enero de 2018     | 4.257 %               | 4.613 %               | 3.8 %                 |                       |
| 11       | 20 de enero de 2018     | 3.450 %               | 3.496 %               | 3.1 %                 |                       |
| 12       | 21 de enero de 2018     | 4.064 %               | 4.245 %               | 4.3 %                 |                       |
| 13       | 27 de enero de 2018     | 3.456 %               | 3.379 %               | 4.2 %                 |                       |
| 14       | 28 de enero de 2018     | 4.012 %               | 4.119 %               | 4.4 %                 |                       |
| 15       | 3 de febrero de 2018    | 3.717 %               | 4.016 %               | 3.9 %                 |                       |
| 16       | 4 de febrero de 2018    | 4.797 %               | 4.642 %               | 4.8 %                 |                       |
| Promedio | Promedio                | 3.716 %               | 3.903 %               | 3.8 %                 |                       |

## Música
El soundtrack de la serie fue lanzado el 17 de diciembre del 2017.

### Parte 1
| No. | Artista | Canción          | Escritor (Letra) | Música  | Duración |
| --- | ------- | ---------------- | ---------------- | ------- | -------- |
| 1   | Hui     | Who Am I         | Kim Won          | Kim Won | 3:51     |
| 2   | -       | Who Am I (Inst.) | -                | Kim Won | 3:51     |

## Producción
La serie fue creada por "Studio Dragon" y también fue conocida como "Bad Guys 2" y "Bad Guys: Vile City".
Fue dirigida por Han Dong-hwa y escrita por Han Jung-hoon, mientras que la producción estuvo a cargo de Han Joon-hyuk y Lee Hae-young, con el apoyo de los productores ejecutivos Heo Gun y Park Ho-shik. También contó con el compositor Kim Tae-seong.
Originalmente se le ofreció el papel principal al actor Park Sung-woong, sin embargo declinó la oferta.
Por otro lado el actor Uhm Tae-goo había sido elegido para interpretar a Han Gang-joo sin embargo luego de sufrir una lesión de rodilla fue reemplazado por el actor Ji Soo,
Mientras que el actor Kang Ha-neul había sido elegido para interpretar a No Jin-pyeong, sin embargo debido a conflictos de programación con su alistamiento militar, fue reemplazado por el actor Kim Mu-yeol.
La serie contó con el apoyo de la compañía de producción "Urban Works Media", fue distribuida por OCN e internacionalmente por Netflix.